# Maison de la Trinité de Québec
La Maison de la Trinité de Québec  (anglais : Trinity House of Quebec) est un ancien tribunal et agence de reglementation pour le port de Québec et le fleuve Saint-Laurent. Elle partage son nom avec Trinity House, l'agence  des phares en Angleterre, et avec la Maison de la Trinité de Montréal, son homologue à Montréal,
,

William (Robert) Lindsay en est le premier registraire.
L'edfice de la Maison de la Trinité de Québec est culturellement importante.